# Diploexochus echinatus
Diploexochus echinatus är en kräftdjursart som beskrevs av Brandt 1833. Diploexochus echinatus ingår i släktet Diploexochus och familjen Armadillidae. Inga underarter finns listade i Catalogue of Life.